# Bitwa pod Mortarą
Bitwa pod Mortarą – starcie zbrojne, które miało miejsce 21 marca 1849 podczas wojny austriackio-piemonckiej (1848–1849).
Armia piemoncka dowodzona przez generała Wojciecha Chrzanowskiego została pobita w okolicach miasta Mortara przez austriacką armię Josepha Radetzky'ego.

## Bitwa
Armia Chrzanowskiego liczyła 5 dywizji i 1 brygadę – dwie dywizje stały pod Mortarą, trzy dywizje pod Vigevano, a brygada zajęła pozycje przy moście Buffalora nad rzeką Ticino.
Mający 4 korpusy Radetzky, chcąc odciąć wojskom piemonckim drogę odwrotu na Turyn, skierował pierwszy korpus na Gambolò, podczas gdy 2 i 3 korpus prosto na Mortarę, a 4 korpus na San Giorgio.
Ponieważ stojące pod Mortarą dywizje piemonckie zajęły niedogodne pozycje, atak austriacki bez trudu zmusił je do odwrotu. Chrzanowski pomimo tego był zdania, że bitwę można jeszcze wygrać i zamierzał uderzyć na armię Radetzky'ego pozostałymi siłami. Ze względu na sprzeciw dowódców dywizji, zmuszony został do rezygnacji z natarcia i wycofał swą armię pod Novarę.